# Kiwicythere
Kiwicythere är ett släkte av kräftdjur. Kiwicythere ingår i familjen Limnocytheridae.
Kladogram enligt Catalogue of Life:
| Kiwicythere | \| \| Kiwicythere anneari \| \| \| \| \| \| Kiwicythere vulgaris \| \| \| \| |
|             | \| \| Kiwicythere anneari \| \| \| \| \| \| Kiwicythere vulgaris \| \| \| \| |
|             | Cytheridella                                                                 |
|             |                                                                              |
|             | Elpidium                                                                     |
|             |                                                                              |
|             | Gomphocythere                                                                |
|             |                                                                              |
|             | Limnocythere                                                                 |
|             |                                                                              |
|             | Paralimnocythere                                                             |
|             |                                                                              |
|             | Kiwicythere anneari                                                          |
|             |                                                                              |
|             | Kiwicythere vulgaris                                                         |
|             |                                                                              |

|  | Kiwicythere anneari  |
|  |                      |
|  | Kiwicythere vulgaris |
|  |                      |